# مسجد قول شريف
مسجد قول شریف (بالتتارية: سيريلية: Колшәриф мәчете / ألفبائية تترية لاتينية: Qolşärif mäçete) (بالروسية: Мечеть Кул-Шариф) مسجد جامع، يقع في كازان في جمهورية تتارستان في روسيا.

## التاريخ
كان يعتقد أثناء بنائه أنه أكبر مسجد في تتارستان وروسيا وأوروبا (بدون تركيا)، بني هذا المسجد في القرن السادس عشر. سمي نسبة لقول شريف الذي توفى هو وطلابه أثناء الدفاع عن قازان ضد القوات الروسية في حصار قازان 1552. دمر المسجد خلال اقتحام قازان من قبل إيفان الرهيب عام 1552 وأعيد بناؤه عام 1996 وتم افتتاحه في 24 يوليو 2005. وقد ساهمت عدة بلدان في الصندوق الذي أنشئ لبناء مسجد قول شريف، ومنها المملكة العربية السعودية والإمارات العربية المتحدة.

## وصلات خارجية
- Wikipedia, the free encyclopedia
- صور+ يحتوي على معلومات و صور عن مسجد قول شريف